# Plácido González Duarte
Plácido González Duarte (Carcelén, 17 de septiembre de 1897-Madrid, 5 de junio de 1986) fue un médico español, especialista en cirugía torácica.

## Primeros años
Su abuelo materno, que ejercía como cirujano-sangrador al cargo de operaciones de cirugía menor, se mudó a Madrid con sus hijos mayores. No les acompañaron su hija Petra y su yerno Francisco, que permanecieron en la casa familiar en Carcelén, donde nació Plácido, y no se trasladaron hasta 1900. A sugerencia de su maestro de primeras letras, continuó sus estudios en el Instituto San Isidro. Finalizó su expediente con matrícula de honor y decidió encaminar sus estudios hacia la medicina, que realizó en San Carlos. Como estudiante fue alumno de médicos como Ramón y Cajal, Marañón, Cardenal o Medinabeitia. Los últimos años de carrera estuvo interno en San Carlos y en el Hospital Provincial de Madrid.

## Trayectoria
En 1920, tras obtener la licenciatura y el doctorado (gracias a la tesis «Contribución al estudio del tratamiento de las fracturas del cuello del fémur»), obtuvo una beca para estudiar en el extranjero. Permaneció casi un año en París y a su vuelta, en 1922, obtuvo por oposición una plaza en Casa Real. En 1924, también tras una oposición, ingresó en el cuerpo de la Beneficencia y empezó a trabajar en el Hospital de La Princesa como ayudante, en 1926 como cirujano en el Sanatorio de Valdelatas y en 1932 como cirujano en el Patronato Nacional Antituberculoso. También ese año se presentó para ocupar una de las cátedras de Cirugía de la Facultad de Medicina de la Universidad Central, pero no lo consiguió; sin embargo, fue nombrado profesor agregado de Patología Quirúrgica hasta los inicios de la Guerra Civil.
En 1946 atendió al cónsul de Estados Unidos en Madrid, quien le facilitó los trámites para estudiar en los hospitales estadounidenses. A su regreso trajo los primeros aparatos de anestesia que entraron en España. Comenzaron los años de mayor éxito en su trayectoria profesional, en la que consiguió abrir nuevos caminos en la cirugía de los órganos: fue el iniciador de la cirugía cardiaca en España y amplió la cirugía del digestivo y la osteoarticular. Retirado de la actividad profesional en 1972, falleció en Madrid en 1986.

## Reconocimientos
- Miembro del Comité Científico de la Sociedad Internacional de Cirugía.[2]
- Miembro de la Royal Society of Medicine de Londres.[2]
- Miembro de la Academia de la Chirurgie de París.[2]
- Miembro de la Academia de la Chirurgie de Lyon.[2]
- Miembro de la Sociedad de los Hospitales de México.[2]
- Gran Cruz de la Orden Civil de Sanidad (1963).[4]